# In the Land of Leadale
In the Land of Leadale (リアデイルの大地にて?, Riadeiru no daichi nite) è una serie di light novel scritta da Ceez e disegnata da Tenmaso. La serie venne inizialmente distribuita sul sito Shōsetsuka ni Narō da 24 novembre 2010 al 9 dicembre 2012, poi è stata la casa editrice Enterbrain ad acquistare i diritti della serie, pubblicandola in volumi tankobon a partire dal 30 gennaio 2019 sotto l'etichetta Famitsu Bunko. Un adattamento manga, scritto da Ceez e disegnato da Dashio Tsukimi, è stato pubblicato il 26 luglio 2019 sulla rivista Dengeki PlayStation Comic Web della casa editrice ASCII Media Works. Un adattamento anime, prodotto da Maho Film, è andato in onda dal 5 gennaio al 23 marzo 2022.

## Trama
La serie racconta la storia di una ragazza, chiamata Keina Kagami, che si sveglia, 200 anni dopo, nel suo gioco di ruolo multi-giocatore in rete di massa (nella serie chiamata "VRMMORPG") preferito, chiamato Word of Lealale. Quando si sveglia nel corpo del suo avatar di gioco, però, Keina scopre che le preoccupazioni della sua vecchia vita sembrano essere una cosa del passato, ma in qualche modo questa nuova terra non sembra essere proprio il gioco che si ricorda.

## Personaggi
Cayna (ケーナ?, Kēna) / Keina Kagami (各務桂菜?, Kagami Keina)
Doppiata da: Eri Yukimura
Canya è il personaggio principale della serie. Cayna appare come un elfo femmina nella sua adolescenza medio-tarda con capelli biondi lunghi fino al colletto, occhi blu-verdi e orecchie a punta. È minuta con una corporatura snella ma ben proporzionata. In sostanza, lei vede la sua nuova vita nello stesso modo in cui una persona che è stata in coma reagirebbe svegliandosi anni dopo. In gran parte non ha idea della cultura e della storia del mondo che World of Leadale è diventato durante il divario di 200 anni tra il suo ultimo login (o morte) e la rinascita in quel mondo. Cayna non tollera battibecchi e stupide buffonate tra i suoi alleati, spaventandoli e punendoli.
Opus (オプス?, Opusu) / Opusketten-Shultheimer Crosstettbomber (オペケッテンシュルトハイマー・クロステットボンバー?, Opekettenshurutohaimā Kurosutetobonbā) / Rin Kuzuhara (葛原 林?, Kuzuhara Rin)
Opusketten-shultheimer Crosstettbomber, meglio conosciuto come Opus, è un avatar di livello che va oltre il 1000 all'interno del gioco. Il suo vero nome è Rin Kuzuhara. Opus era il coordinatore del progetto per la compagnia di giochi creata da suo zio per sviluppare il gioco come una fuga dalla realtà per Cayna. Come giocatrice aiutava i giocatori che finivano in coma a causa dei misteriosi effetti del gioco sui giocatori. Grazie al suo ruolo, ha una conoscenza approfondita di tutti i trucchi e le scorciatoie nascoste.  Nel gioco, Cayna lo vede come uno stravagante ma un genio assoluto che nessuno poteva eguagliargli quando si trattava di strategia di battaglia.
Shining Saber (シャイニングセイバー?, Shaininguseibā)
Doppiato da: Makoto Yasumura
Shining è un avatar, ex vicecapitano della Silver Moon Horsemen Guild e il capitano dei cavalieri di Felskeilo.
Cohral (コーラル?, Kōraru)
Doppiato da: Kentarō Kumagai
Cohral è un avatar e un uomo umano di mezza età con capelli e occhi castani. È un ex compagno di gilda di Shining.
Quolkeh (クオルケ?, Kuoruke)
Doppiata da: Shun Horie
Qualkeh è, nel gioco, un avatar femmina ma che è controllata, in vita reale, da un giocatore maschio. Infatti lei ha mentito sul suo genere per sfuggire al sistema di creazione del personaggio basato sul fisico. Ci sono sospetti che abbia usato un programma illegale per superarlo.
Exis (エクシズ?, Ekushizu)
Doppiato da: Ryūichi Kijima
Exis è un avatar e dragoide grigio. Il suo account è registrato come Xxxxxxxxxxxx, abbreviato in Xs che alla fine ha portato al suo nome Exis. In realtà, Exis è un avatar di un secondo account. Nell'account principale, il giocatore aveva messo nel avatar il nome Tartarus.
Luvrogue (コイローグ?, Koirōgu)
Doppiato da: Shōtarō Morikubo
Luvrogue è un avatar adulto ma è controllato da un bambino. Luvrogue rimase sotto shock quando fu bloccato in un mondo di gioco. Considerando che poi era ritenuto responsabile di crimini che solo un adulto poteva capire, il povero bambino sarebbe stato in assoluta confusione quando si sarebbe tenuto un processo. Però, Cayna è stata in grado di comunicare con il bambino con un linguaggio molto semplice, affinché comprendesse al meglio la situazione.
Liothek
Liothek è un avatar e ed è mostrata, nel gioco, come una figura umanoide che indossa quello che sembra essere un equipaggiamento che sembra simile a una lumaca di mare in arancione, bianco e viola. Il giocatore che lo controlla è sconosciuto.
Kyotaro
Kyotaro è un drago umanoide, e quindi aveva un aspetto rettiliano, tra cui squame, una lunga coda e corna. Era il capo della gilda dei Silver Moon Horsemen.

## Media

### Light novel
La serie è stata serializzata inizialmente sul sito web di romanzi Shōsetsuka ni Narō da 24 novembre 2010 al 9 dicembre 2012. Successivamente, la casa editrice Enterbrain acquistò i diritti della serie pubblicando il primo volume tankobon il 30 gennaio 2019. sotto l'etichetta Famitsu Bunko. Al 28 gennaio 2022, sono stati pubblicati un totale di 8 volumi. In Italia, la serie è inedita.

#### Volumi
| Nº | Data di prima pubblicazione | Data di prima pubblicazione | Data di prima pubblicazione |
| Nº | Giapponese                  | Giapponese                  |                             |
| -- | --------------------------- | --------------------------- | --------------------------- |
| 1  | 30 gennaio 2019             | ISBN 978-4-04-735469-2      |                             |
| 2  | 30 maggio 2019              | ISBN 978-4-04-735640-5      |                             |
| 3  | 30 ottobre 2019             | ISBN 978-4-04-735802-7      |                             |
| 4  | 30 marzo 2020               | ISBN 978-4-04-736050-1      |                             |
| 5  | 28 agosto 2020              | ISBN 978-4-04-736220-8      |                             |
| 6  | 27 febbraio 2021            | ISBN 978-4-04-736509-4      |                             |
| 7  | 30 agosto 2021              | ISBN 978-4-04-736702-9      |                             |
| 8  | 28 gennaio 2022             | ISBN 978-4-04-736929-0      |                             |

### Manga
Il manga è scritto da Ceez e disegnato da Dashio Tsukimi ed è stato pubblicato il 26 luglio 2019 sulla rivista Dengeki PlayStation Comic Web della casa editrice ASCII Media Works. Al 25 novembre 2022, sono stati pubblicati un totale di 5 volumi. In Italia, la serie è inedita.

#### Volume
| Nº | Data di prima pubblicazione | Data di prima pubblicazione | Data di prima pubblicazione |
| Nº | Giapponese                  | Giapponese                  |                             |
| -- | --------------------------- | --------------------------- | --------------------------- |
| 1  | 26 marzo 2020               | ISBN 978-4-04-866984-9      |                             |
| 2  | 26 agosto 2020              | ISBN 978-4-04-913363-9      |                             |
| 3  | 26 aprile 2021              | ISBN 978-4-04-913759-0      |                             |
| 4  | 8 gennaio 2022              | ISBN 978-4-04-914115-3      |                             |
| 5  | 25 novembre 2022            | ISBN 978-4-04-914725-4      |                             |

### Anime
L'adattamento anime è stato annunciato il 22 febbraio 2021 durante l'evento "Kadokawa Light Novel Expo 2020" e fu prodotta dallo studio Maho Film. La serie è diretta da Takeyuki Yanase, con la composizione della serie di Kazuyuki Fudeyasu, con il character design di Toshihide Matsudate, Eri Kojima e Kaho Deguchi, e la colonna sonora di Kujira Yumemi.  La serie è andata in onda dal 5 gennaio al 23 marzo 2022 su Tokyo MX e altre reti televisive.  La sigla di apertura è "Happy encount" del gruppo giapponese TRUE, mentre la sigla di chiusura è "Hakoniwa no Kōfuku" di Azusa Tadokoro. In Italia, la serie viene trasmessa in versione sottotitolata su Crunchyroll, così come nel resto del mondo.

#### Episodi
| Nº | Titolo italiano Giapponese 「Kanji」 - Rōmaji | In onda          | In onda |
| Nº | Titolo italiano Giapponese 「Kanji」 - Rōmaji | Giapponese       |         |
| 1  | Una locanda, una torre, un orso e un banchetto 「宿屋と、塔と、熊と、宴会」 - Yadoya to, tō to, kuma to, enkai                                            | 5 gennaio 2022   |         |
| 2  | Un ferito, la capitale reale, i figli e l'acchiaparella 「怪我人と、王都と、息子たちと、鬼ごっこ」 - Keganin to, ōto to, musuko-tachi to, onigokko        | 12 gennaio 2022  |         |
| 3  | La figlia, il Colosseo, la perdita di controllo e il montante 「娘と、闘技場と、爆走と、アッパーカット」 - Musume to, tōgijō to, bakusō to, appākatto     | 19 gennaio 2022  |         |
| 4  | Un figlio, il litigio, il viaggio e i banditi 「息子と、喧嘩と、旅と、野盗」 - Musuko to, kenka to, tabi to, yatō                                         | 26 gennaio 2022  |         |
| 5  | Il nipote, la nipote, il pronipote e la fortezza 「孫息子と、孫娘と、曾孫と、砦」 - Magomusuko to, magomusume to, himago to, toride                       | 2 febbraio 2022  |         |
| 6  | I golem di roccia, il capo, lo scheletro e la fata 「ロックゴーレムと、頭目と、ガイコツと、妖精」 - Rokku gōremu to, tōmoku to, gaikotsu to, yōsei        | 9 febbraio 2022  |         |
| 7  | La caccia all'orso, la principessa, il bagno e i mostri 「熊狩りと、王女と、お風呂と、怪獣」 - Kumagari to, ōjo to, ofuro to, kaijū                       | 16 febbraio 2022 |         |
| 8  | La battaglia, la vittoria, la conversazione e l'informazione 「戦闘と、勝利と、会話と、情報」 - Sentō to, shōri to, kaiwa to, jōhō                        | 23 febbraio 2022 |         |
| 9  | Un'altra visita, la sirena, il fraintendimento e lo zombi 「再訪と、人魚と、誤解と、ゾンビ」 - Saihō to, ningyo to, gokai to, zonbi                       | 2 marzo 2022     |         |
| 10 | Il maggiordomo, la nave fantasma, l'adozione e il palazzo del re drago 「執事と、幽霊船と、養子と、竜宮城」 - Shitsuji to, yūreisen to, yōshi to, ryūgūjō | 9 marzo 2022     |         |
| 11 | Le presentazioni, il carro, la cameriera e il trasloco 「紹介と、馬車と、メイドと、引っ越し」 - Shōkai to, basha to, meido to, hikkoshi                   | 16 marzo 2022    |         |
| 12 | Il trasferimento, la costruzione, il volo e la terra 「移住と、建築と、飛行と、大地」 - Ijū to, kenchiku to, hikō to, daichi                              | 23 marzo 2022    |         |